# Isolotto dei Fichi d'India
L'isolotto dei Fichi d'India è un isolotto del mar Tirreno situato all'interno del golfo di Arzachena, nella Sardegna nord-orientale.

Appartiene amministrativamente al comune di Arzachena.